# 中国の歴史 (講談社)
『中国の歴史』（ちゅうごくのれきし）は講談社から刊行された中国通史の叢書であり、これまで同じタイトルの叢書が3次にわたり刊行されている。

## 『中国の歴史』（旧版）

### 概要
全10巻、1974年4月から1975年2月に刊行された。一般向けの中国通史シリーズは、1960年代に人物往来社（後の新人物往来社、その後中経出版に吸収された後にKADOKAWAの一部となる）で刊行された『東洋の歴史』（全13巻。2001年に『中国文明の歴史』中央公論新社〈中公文庫〉で再刊）に続くもので、後に各社で刊行される中国通史の嚆矢的な叢書であった。
第1回配本は、第9巻『人民中国の誕生』で、最終回（第10回）配本は、第10巻『目で見る中国の歴史』であった。第8・10巻以外は、講談社学術文庫で新版解説を付け単著再刊された。

### 巻構成
カッコ末尾内は当該巻の執筆者（以下同じ）。
1. 原始から春秋戦国（貝塚茂樹・伊藤道治）
2. 秦漢帝国（西嶋定生）
3. 魏晋南北朝（川勝義雄）
4. 隋唐帝国（布目潮渢・栗原益男）
5. 五代・宋（周藤吉之・中嶋敏）
6. 元・明（愛宕松男・寺田隆信）
7. 清帝国（増井経夫）
8. 近代中国（佐伯有一）
9. 人民中国の誕生（野村浩一）
10. 目で見る中国の歴史（日比野丈夫）

## 『図説 中国の歴史』
図版を軸とする大判サイズのシリーズ・全12巻、1976年11月から1977年12月に刊行。

### 巻構成
1. よみがえる古代（伊藤道治）
2. 秦漢帝国の威容（大庭脩）
3. 魏晋南北朝の世界（岡崎敬）
4. 華麗なる隋唐帝国（日比野丈夫）
5. 宋王朝と新文化（梅原郁）
6. 遊牧民族国家・元（村上正二）
7. 明帝国と日本（山根幸夫）
8. 清帝国の盛衰（神田信夫）
9. 人民中国への鼓動（小野信爾）
10. 中華人民共和国の歩み（安藤彦太郎）
11. 東西文明の交流（榎一雄）
12. 中国美術の流れ（宮川寅雄）

## 『中国の歴史』（新版）

### 概要
全12巻で、2004年11月から2005年11月に刊行。編集委員は礪波護・尾形勇・鶴間和幸・上田信。各巻にはさみこみの月報があり、いしいひさいちが4コママンガ「コミカル4000年ツアー」を描いている。
2020年10月から2021年6月に講談社学術文庫で新版刊行。

### 巻構成
1. 神話から歴史へ（神話時代 夏王朝）宮本一夫
2. 都市国家から中華へ（殷周 春秋戦国）平㔟隆郎
3. ファーストエンペラーの遺産（秦漢）鶴間和幸
4. 三国志の世界（後漢 三国時代）金文京
5. 中華の崩壊と拡大（魏晋南北朝）川本芳昭
6. 絢爛たる世界帝国（隋唐時代）氣賀澤保規
7. 中国思想と宗教の奔流（宋朝）小島毅
8. 疾駆する草原の征服者（遼 西夏 金 元）杉山正明
9. 海と帝国（明清時代）上田信
10. ラストエンペラーと近代中国（清末 中華民国）菊池秀明
11. 巨龍の胎動（毛沢東VS鄧小平）天児慧
12. 日本にとって中国とは何か（対談ほかの共同での論集）

### 中国語版の刊行
このシリーズの中国語版は2014年1月に発売され、中国本土でも好評を得て何度も増刷販売され、2014年内だけでも10万セット（中国語版セットは、近代史ほか2巻を除いた10巻目まで）を突破する勢いとなった（なお、元版の日本語版・12巻は値段が高いこともあり各巻平均で1.5万部程度の売れ行きであった）。近代史ほか最終2巻は、訳・出版の予定はない。